# Scholtzia eatoniana
Scholtzia eatoniana är en myrtenväxtart som först beskrevs av Alfred James Ewart och Jean White, och fick sitt nu gällande namn av Charles Austin Gardner. Scholtzia eatoniana ingår i släktet Scholtzia och familjen myrtenväxter. Inga underarter finns listade i Catalogue of Life.